# 魚池富山
魚池富山，又名魚池山，是臺灣南投縣魚池鄉日月潭北側的一座山丘，大致坐落於魚池村與中明村交界，當地人習稱魚池尖，海拔817公尺，是魚池村最高點。山形呈錐狀，日治時期因狀似富士山而被稱為魚池富士山，戰後簡化為現今的名稱。山頂無基石，東西兩側分別有南港溪的兩條支流——魚池溪、田螺溪流經。